# 田崎武男
田崎 武男（たざき たけお、1881年2月1日 - 1963年9月18日）は、日本の政治家。衆議院議員（1期）。

## 経歴
長崎県出身。1909年、東京帝国大学政治科卒。東京府農工銀行常務取締役、立山電力(株)取締役、渡辺商事理事となる。のちにアルゼンチンブエノスアイレスで園芸場を経営した。
1930年の第17回衆議院議員総選挙において長崎1区から立憲民政党公認で立候補してトップ当選し、衆議院議員を1期務めた。1932年の第18回衆議院議員総選挙では次点で落選した。1963年死去。